# ホンダ・インサイト
インサイト（INSIGHT）は、本田技研工業が生産・販売していたハイブリッドカーである。
これまでに3世代が発売されているが、世代ごとの共通点は「ファストバックスタイルを持った前輪駆動のハイブリッド専用車」という点で、車格、ドア数、コンセプトは世代ごとに大きく異なる。

## 初代 ZE1型（1999年 - 2006年）
1997年の東京モーターショーで発表されたコンセプトカー「J-VX」を市販車にアレンジしたもので、かつてのCR-Xを彷彿させるコンパクトなファストバッククーペスタイルが特徴。外装にはレーシングカーさながらのリアホイールスカートを採用するなど、世界最高水準の低燃費を目指して徹底した空気抵抗低減が施されたことで、Cd値は0.25となっている。
車体には同社のNSXと同様にアルミニウム合金を使用したほか、フロントフェンダーなどはバラードスポーツCR-Xと同様に樹脂製となった。パワーユニットは直列3気筒1.0 LのECA型にアシスト用薄型直流ブラシレスモーターを組み合わせたもので、ホンダはこのユニットをHonda IMAシステムと称している。走行時には必ずエンジンが動作している点で広義のパラレル型ハイブリッドシステムに分類される。
パラレルハイブリッドのため純エンジン車と同様のトランスミッションを持ち、5速MTとCVTの2種類が設定された。ヨーロッパ仕様は高速域での燃費を考慮し、よりワイドレシオなギア比となっているであった。

### 年表

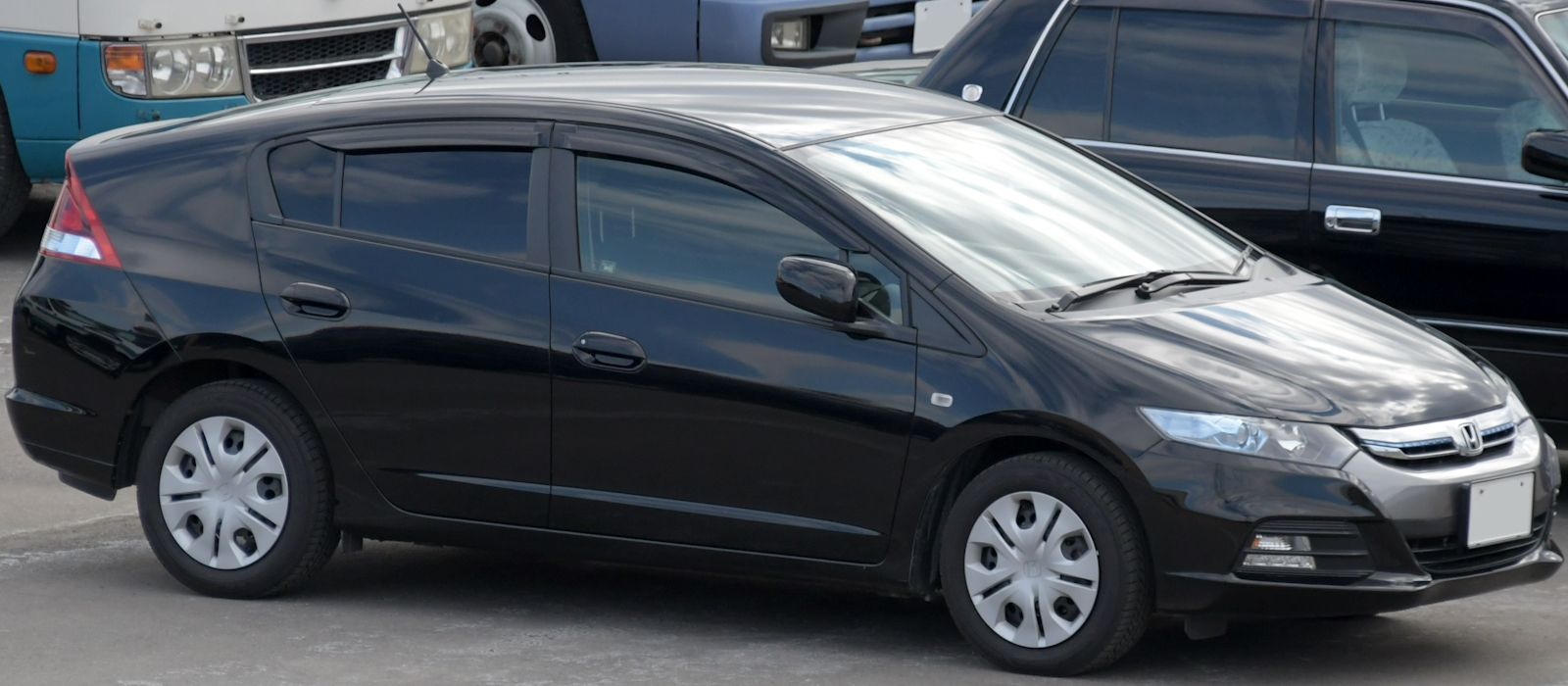
2011年10月改良型 G
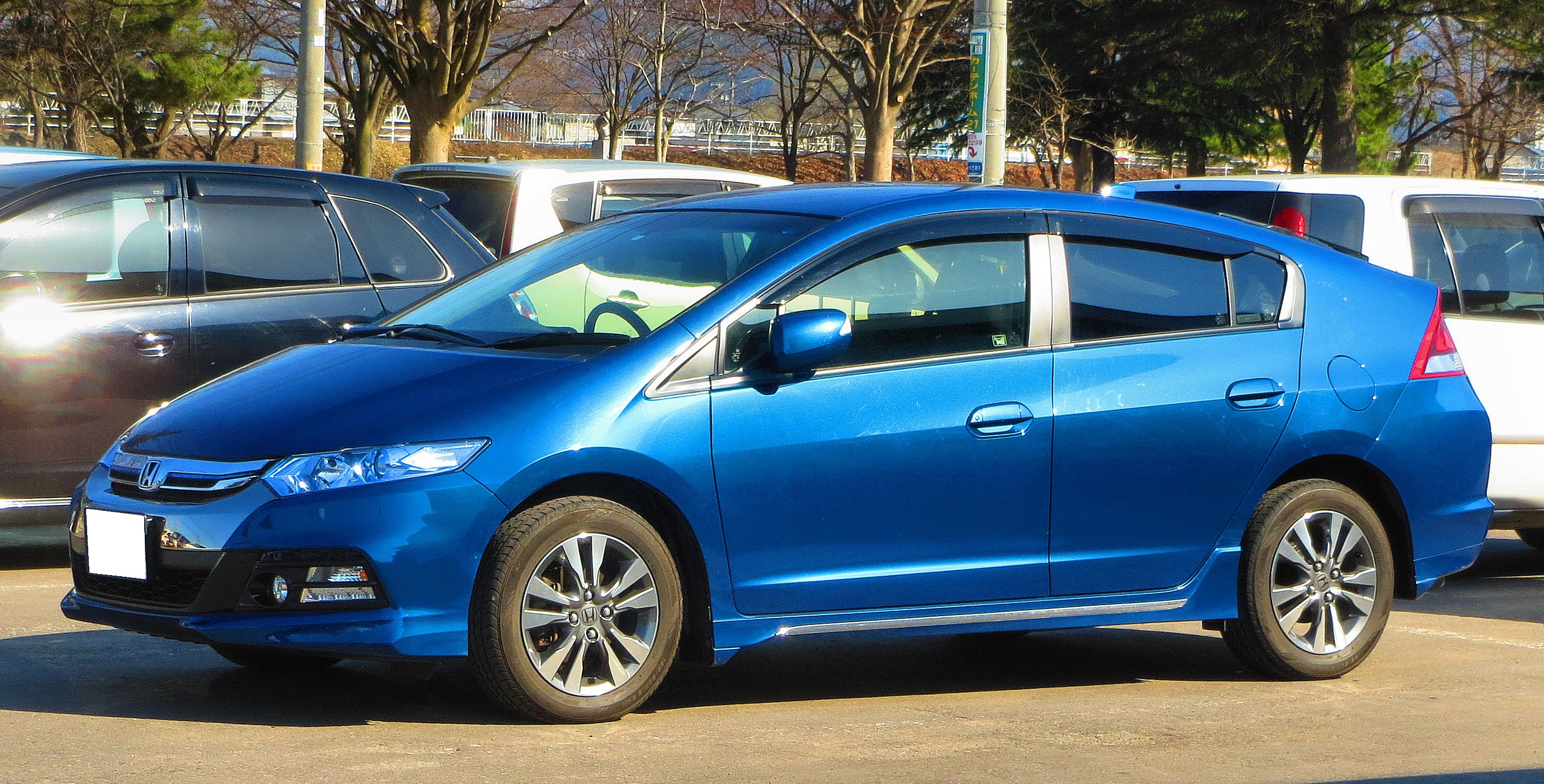
インサイト エクスクルーシブ XL・インターナビセレクト
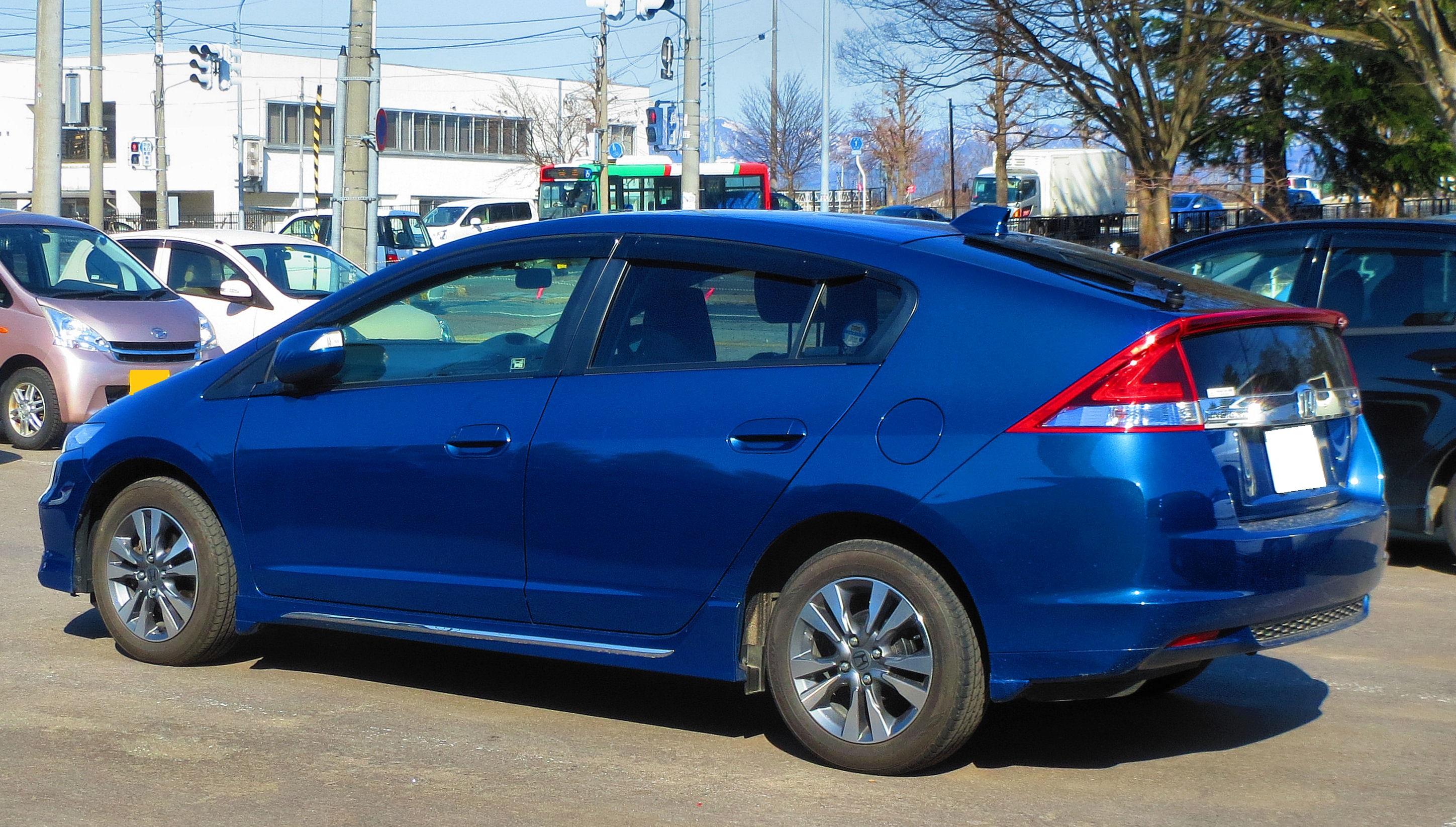
インサイト エクスクルーシブ XL・インターナビセレクト（リア）

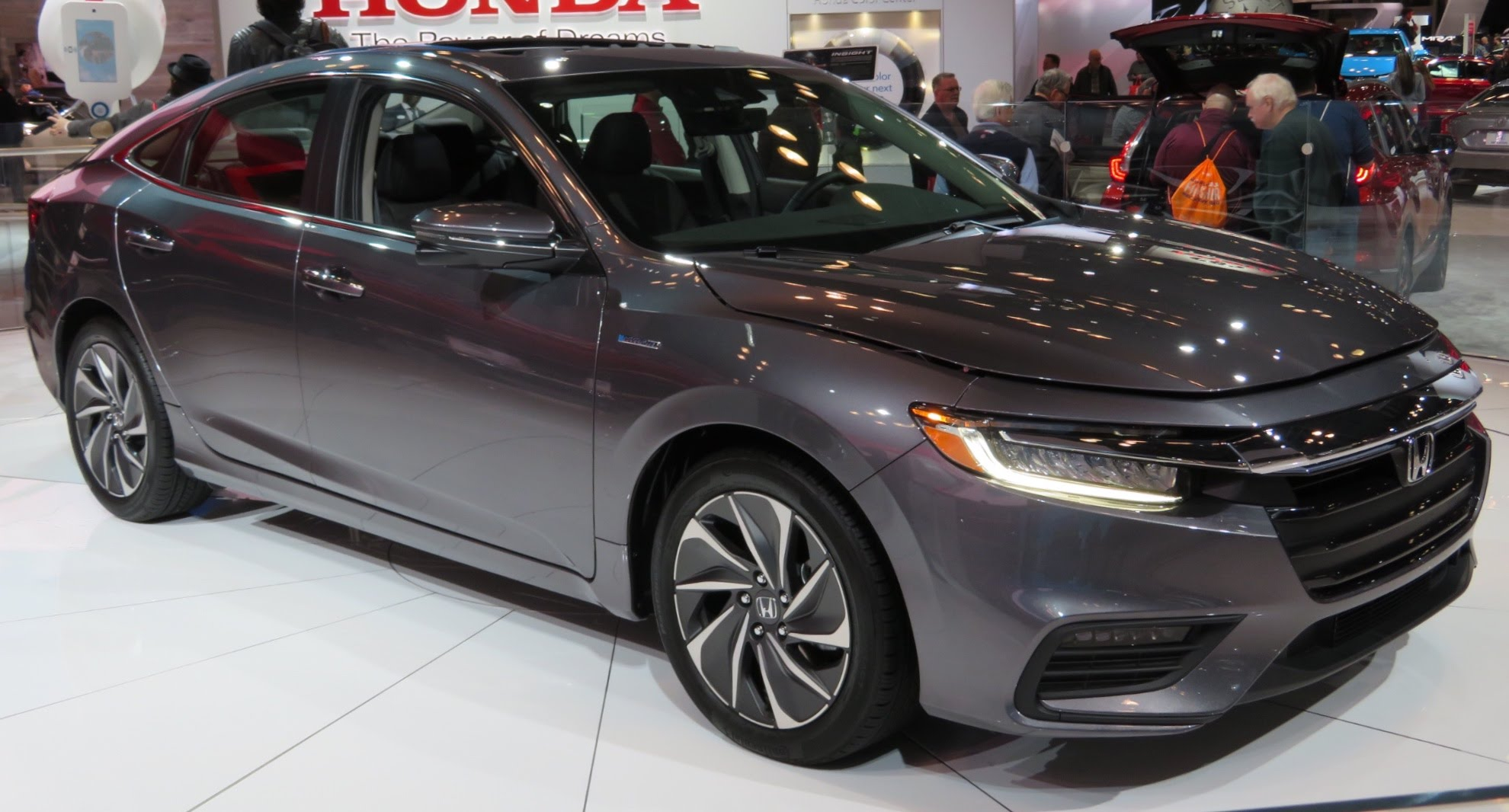
Touring（北米市場向け2019年モデル） フロント
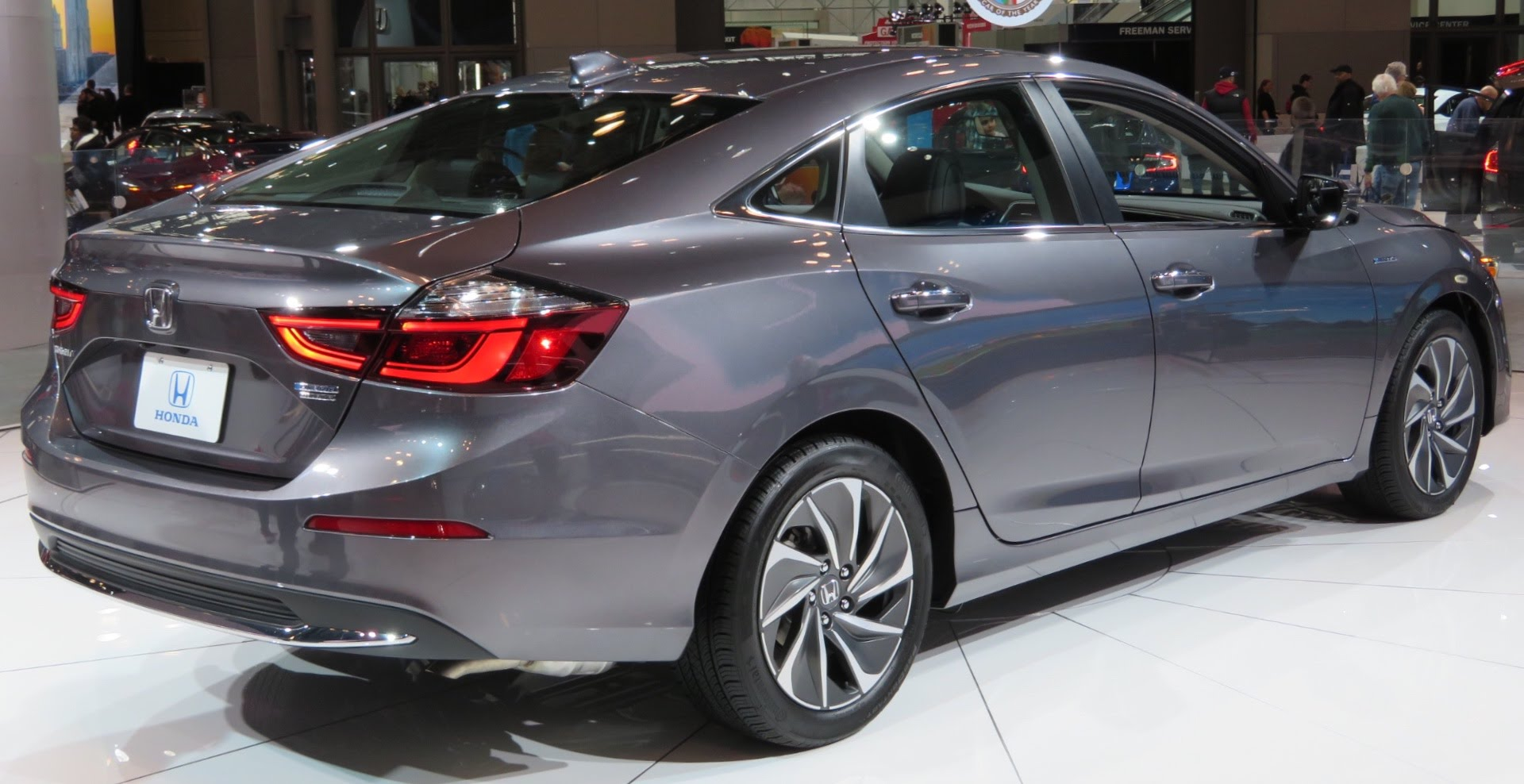
Touring（北米市場向け2019年モデル） リア

1999年9月6日
正式発表（11月1日発売）。燃費は当時の量産ガソリン車として世界最高の35km/L（10・15モード）だった。
2000年6月16日
同車の「IMAシステム」が、英国のエンジン専門誌「エンジン・テクノロジー・インターナショナル」の主催する『2000年度インターナショナル・エンジン・オブ・ザ・イヤー』を受賞したと発表。
2000年10月4日
アメリカ合衆国環境保護庁の主催した燃費ランキングで、2年連続の1位を獲得したことを発表。
2003年11月20日
一部改良。新色の「ロイヤルネイビーブルー・パール」を追加設定したほか、インテリアカラーをチタンへ変更。装備面では電波式キーレスエントリーシステム（アンサーバック機能付／テールゲート連動）やイモビライザーなどを標準装備とした。
2004年10月14日
一部改良。IMAシステム全体の効率向上を図るとともに、空力特性を改善させるアンダーカバー類を装着することで、10・15モード燃費で36.0km／L（5速MT車）と燃費が向上した。
2006年6月
生産を終了し、以降は在庫対応分のみの販売となる。生産台数は1万7,020台。うち日本仕様の販売台数はわずか1,600台あまりであった。
2006年8月
販売終了。なお、国産車における5ナンバーサイズの純粋なクーペ型乗用車としては最後に新規開発された車種でもあった。

## 2代目 ZE2/3型（2009年 - 2014年）
当初は別の車名を予定していたが、北米や欧州の現地法人の意見や現地における語感を考慮して「インサイト」とした。スタイルはライバルのトヨタ・プリウスに対抗するために5ドアハッチバックとした一方、3ナンバーサイズであるプリウスより小型な5ナンバーサイズに留めた。
初代モデルとはファストバックスタイルのハッチバックボディを採用したことや、リアのエクストラウィンドウなどが共通するが、5人乗りの5ドアであること、リアホイールスカートが無いなどの点が異なる。また、コストダウンのため初代のアルミフレームボディは採用せず、フィットへ用いられた既存コンポーネントをベースに極限まで軽量化を施した。ホンダの他車と約1万点の部品を共通化し、ニッケル水素バッテリーは初代の20本（7.2ボルト〈V〉×20本=144V）、2代目シビックハイブリッドの11本（14.4V×11本=158V）に対し、性能を向上させた結果、7本（14.4V×7本=100V）までに削減するなど、徹底した効率化を図った。その結果、価格は北米市場でベースモデルで2万ドル、日本市場でベースグレードとなる「G」はオーディオレスながら180万円（車両本体価格）で発売された。
先代と同じくIMAシステムをパワーユニットの基本とし、実用燃費の向上を目指して「エコロジカル・ドライブ・アシスト・システム」と称する省燃費モニターを全車に標準装備する。すでに4代目オデッセイなどで採用されているECONモードに加え、アクセルやブレーキの操作でスピードメータの背景色であるアンビエントメーターの色が変化してリアルタイムに燃料消費状況を意識させることで低燃費運転に寄与する「コーチング機能」と、メーター内のマルチインフォメーション・ディスプレイ画面内で燃費運転をリアルタイムで採点し、リーフのアイコンでその日のエコドライブ度やその日までの累計のステージ表示を知らせる「ティーチング機能」を備えている。この「ティーチング機能」は、オプションのカーナビゲーションと組み合わせることで、詳細情報の表示も可能となっている。
IMAシステムは新たに1.3LのLDA型を搭載し、トランスミッションはCVTのみ。パワーユニット自体は2代目シビックハイブリッドと同じであるが、i-VTECは可変シリンダーシステム（VCM）としてのみ機能する。VCMにより全気筒を休止させ、シビックハイブリッドと同様のモーター走行も可能になった。カリフォルニア大気資源局が認定するAT-PZEV（Advanced Technology - Partial Credit Zero Emission Vehicle：ゼロ排出ガス車として部分換算される先進技術搭載車）の条件によりモーター出力は10kW以上を要し、バッテリーは7本で電圧は100.8Vとされている。
ホンダは、2008年以降発売される地球環境を意識した車両を「Honda Green Machine」と称していた時期があり、インサイトは「グリーンマシーン1号」であった（2号は2代目シビックハイブリッド）。

### 年表
2008年9月4日
コンセプトモデル「インサイト コンセプト」をパリモーターショーに出展すると発表。
2代目インサイトは2009年春より日米欧で発売し、年間20万台の販売予定、と発表。
2009年1月12日
2009年北米国際自動車ショーで量産モデル（北米仕様）を世界初披露。
2009年2月5日
正式発表（2月6日発売）。
2009年2月6日
ジュネーブモーターショーにて、欧州仕様の量産タイプを初披露し、同年3月末からの販売を公表する。
2009年5月11日
2009年4月度の販売台数が10,481台となり、ハイブリッド車として初めて登録車販売台数第1位を獲得。また、同月にはフィットも2位となり、ホンダ車が初めて登録車販売台数の1位と2位を独占することとなった。
2009年10月1日
仕様変更。ボディカラーに「プレミアムホワイト・パール（有料色）」と「シャーベットブルー・メタリック」の2色を追加。
2009年10月1日
「2009年度グッドデザイン賞ベスト15」を受賞。
2009年10月29日
2009-2010日本自動車殿堂カーオブザイヤーを受賞。
2009年11月6日
「2009年度グッドデザイン金賞」を受賞。
2009年11月18日
2010年次 RJCカー オブ ザ イヤーを受賞。
2010年3月4日
日本国内での累計販売10万台を達成。
2009年2月の発売後約1年での達成となった。
2010年4月5日
Gをベースとした特別仕様車「HDDナビ スペシャルエディション」を発売。
2010年10月8日
一部改良。
サスペンション特性の見直しで操縦安定性と乗り心地を向上。エアコンアウトレットとドアライニングにシルバー加飾を施し、センターパネルのデザインを変更した。「G」はマップランプとアームレスト付センターコンソールボックスを、「L」は照明付ステアリングスイッチ付クルーズコントロールとリバース連動ウォッシャー付間欠リアワイパーを、「LS」は「L」の追加装備に加え、本革巻きセレクトレバーをそれぞれ追加装備した。「LS」はタイヤサイズを16インチから15インチに変更して燃費を30.0km/L（10・15モード燃費）に向上したほか、本革シート&専用インテリアのオプション設定を追加した。
2011年10月27日
マイナーチェンジ（11月11日発売）。
エンジン及びIMAの改良でJC08モードでは27.2km/Lと燃費を向上させたほか、吸音・遮音性能の向上、バンパーデザインの改良、サスペンション特性の見直し、VSAの標準装備化、リアシート形状の見直しが行われる。
併せてCR-Zと共通のLEA型エンジンを搭載した「エクスクルーシブ」を追加した。LEDアクセサリーランプ内蔵のフロントグリルや専用フロントバンパー、黒木目を用いた専用インテリアを採用し、ステアリングにパドルシフトを備えている。
グレード体系が一部見直され、1.3Lモデルは「G」「L」の2種（「LS」は廃止）、1.5Lモデル「エクスクルーシブ」は「XG」「XL」「XLインターナビセレクト」の3種となった。この1.5Lモデル追加により、ハイブリッド専用車としては史上初めて複数のパワートレーンを持つ車種となった。
2011年11月21日
2011年広州モーターショーに2012年より中国仕様のプロトタイプを出展。
2012年10月15日
同年9月末でホンダのハイブリッド車が世界累計販売台数100万台を達成したことを発表。1999年11月の初代発売から12年11ヵ月での達成となった。
2013年5月16日
一部改良。
全タイプにウォッシャー付間欠リアワイパー（リバース連動）を標準装備するとともに、「L」・「XL」・「XL・インターナビセレクト」はHondaスマートキーシステム用キーを1個追加。Hondaインターナビ（「XL・インターナビセレクト」に標準装備、左記以外の全タイプはメーカーオプション）にUSBジャックを装備した。さらに、「エクスクルーシブ」はフロントグリル、サイドシルガーニッシュ、リアライセンスガーニッシュをスモークメッキ化し、インテリアは高輝度ダークシルバー塗装などで色調を統一した。併せて、「XL・インターナビセレクト」を除く全タイプにリアカメラやETC車載器など6つの装備をひとまとめにし、ディーラーオプションのHonda純正ナビを手軽に装着できる「ナビ装着用スペシャルパッケージ」を新たに設定した。ボディカラーは新色が追加された。
2014年3月
生産・販売終了。
- 2011年10月改良型 G
- インサイト エクスクルーシブ
 XL・インターナビセレクト
- インサイト エクスクルーシブ
 XL・インターナビセレクト（リア）

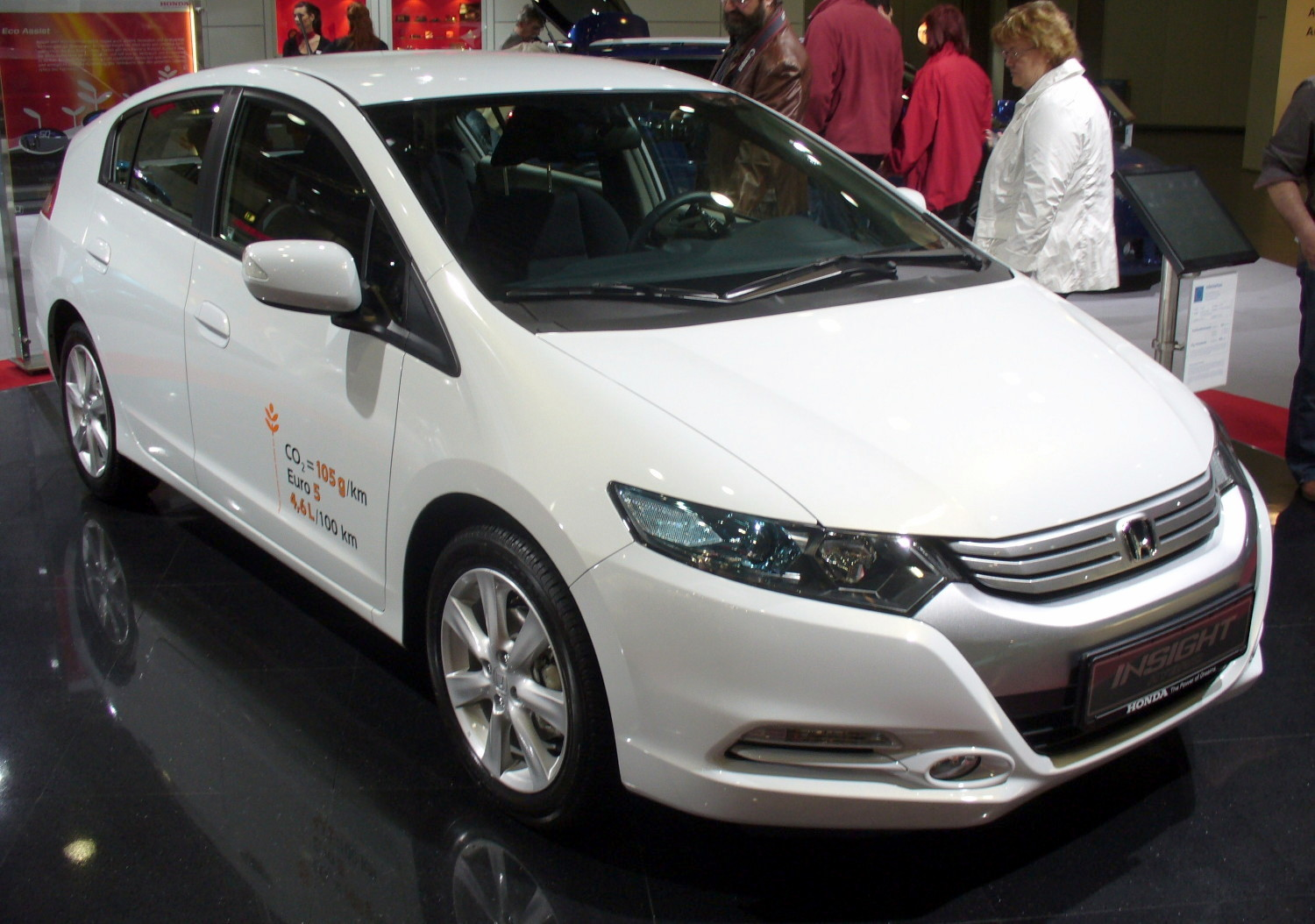
欧州仕様
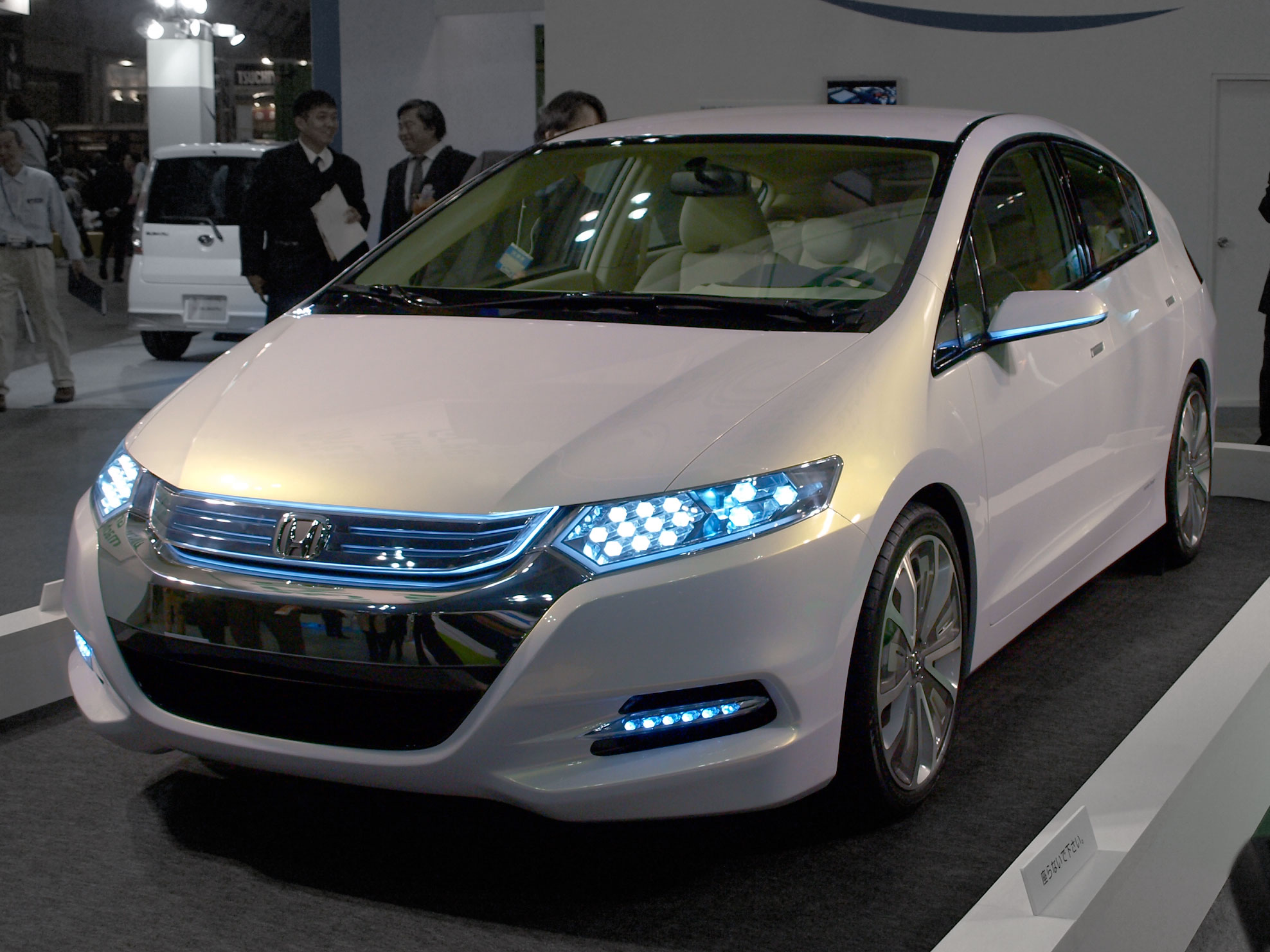
エコプロダクツ2008に展示されたインサイト・コンセプト
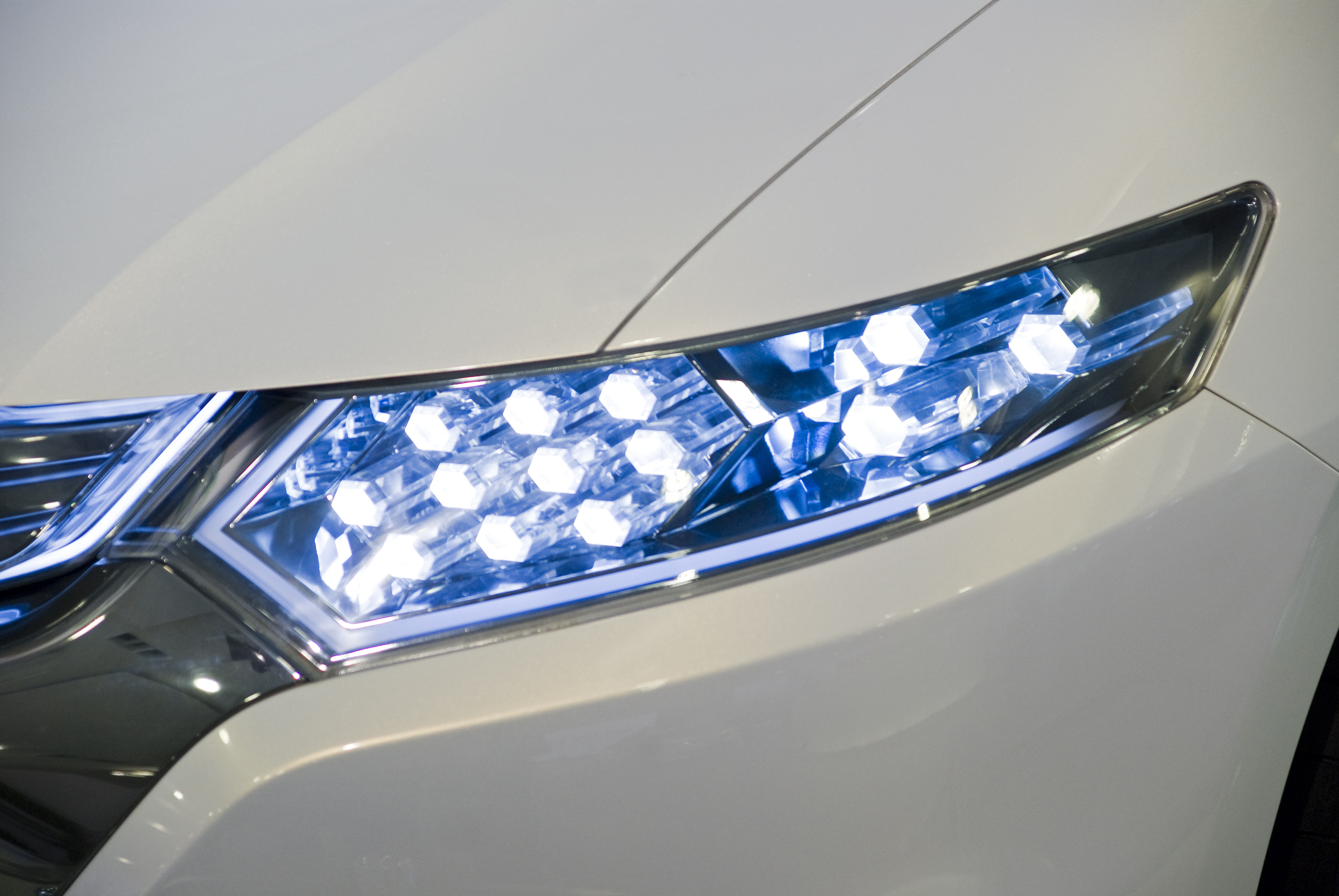
インサイト・コンセプトのLEDヘッドライト
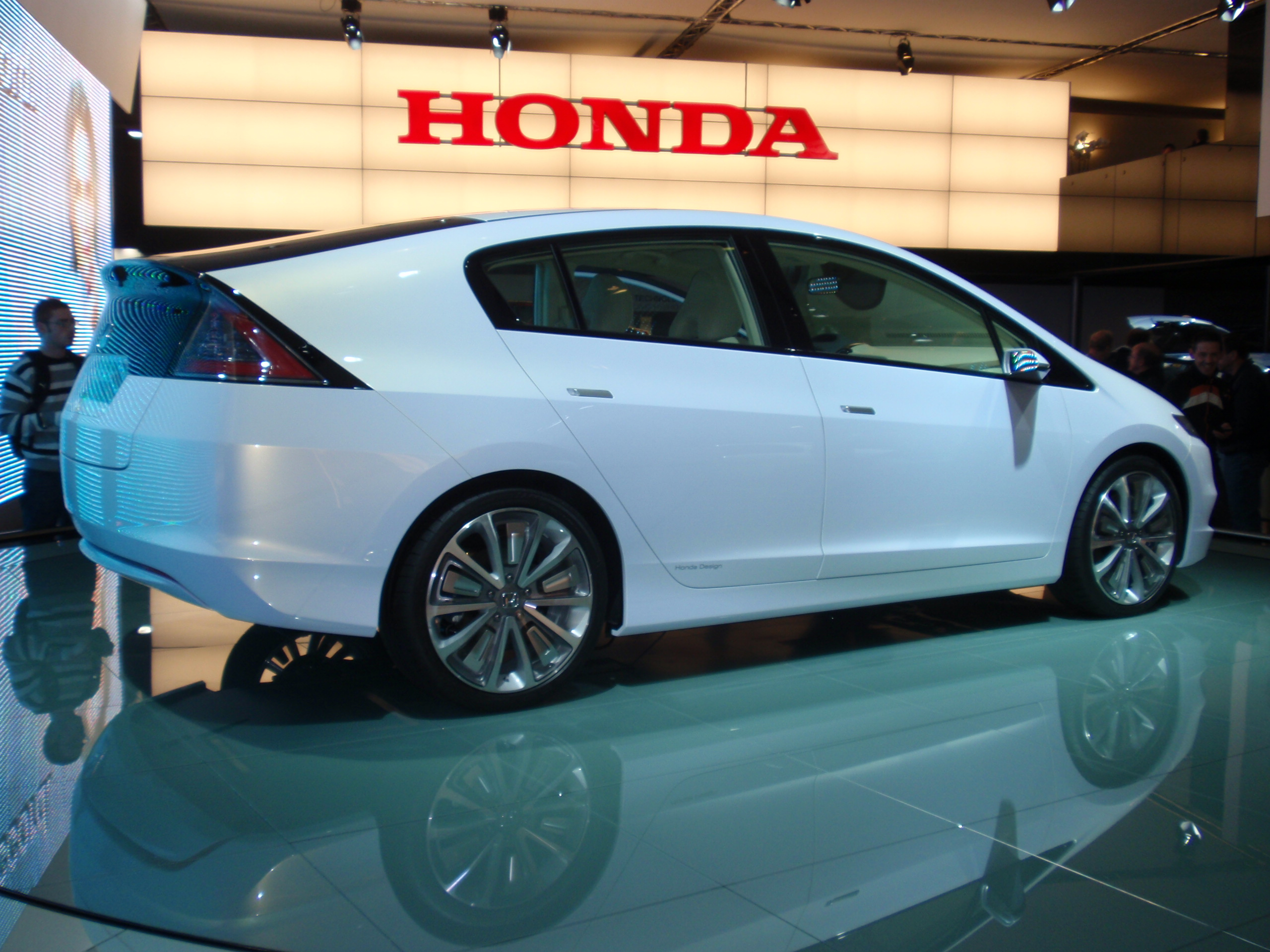
インサイト・コンセプトのリアビュー
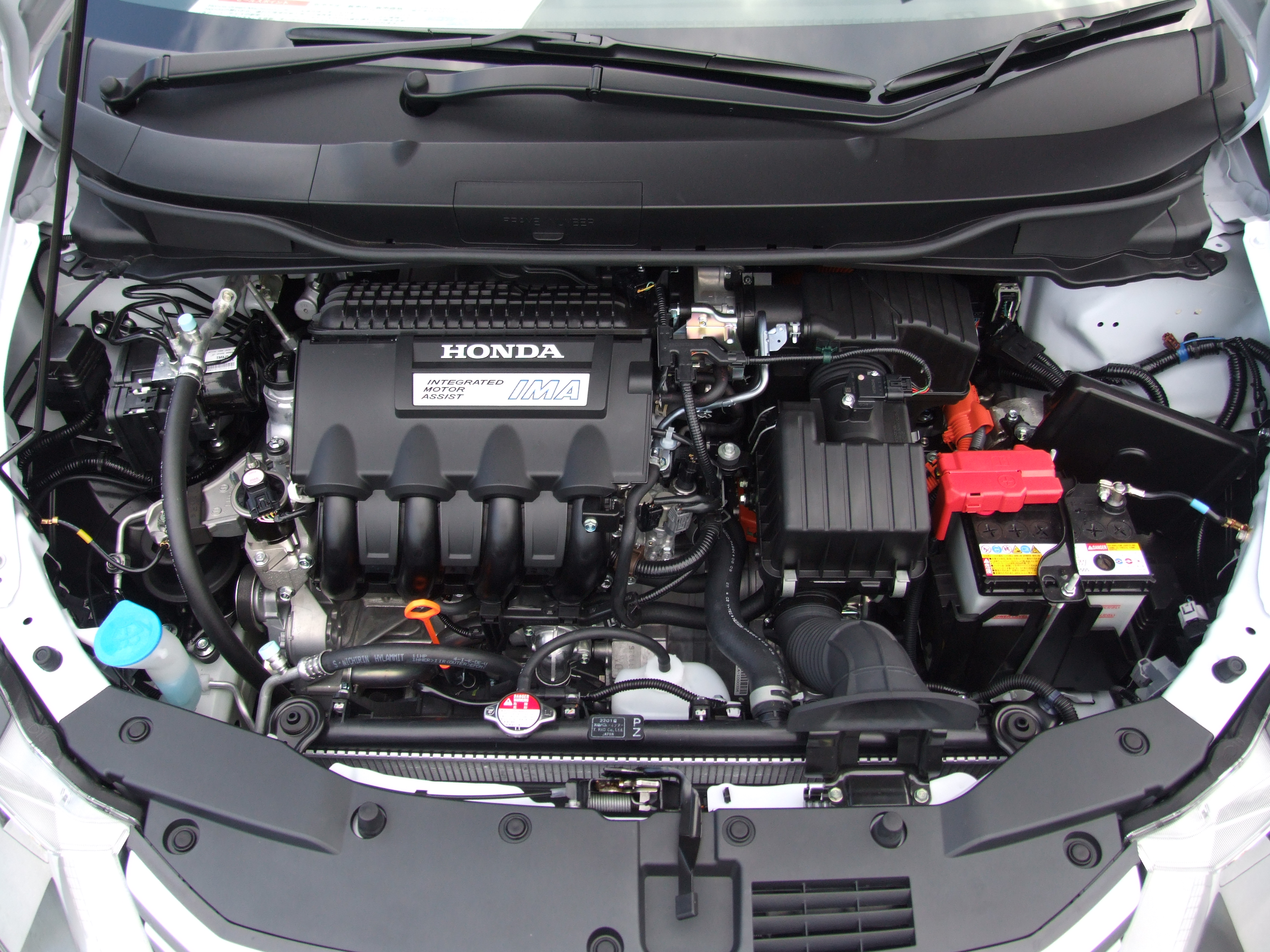
エンジンルーム
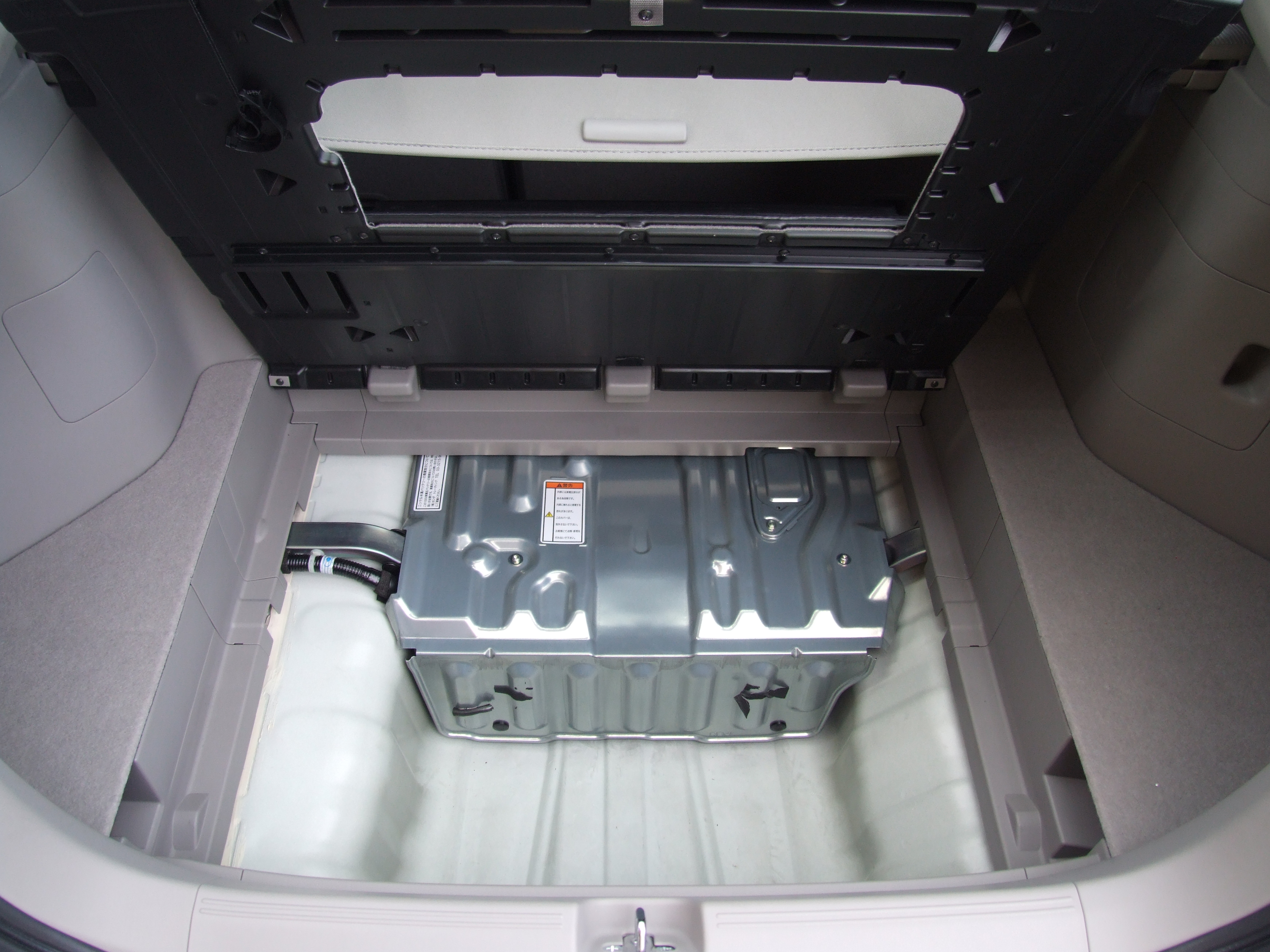
ラゲッジスペース下部に搭載した「IPU」（インテリジェントパワーユニット）
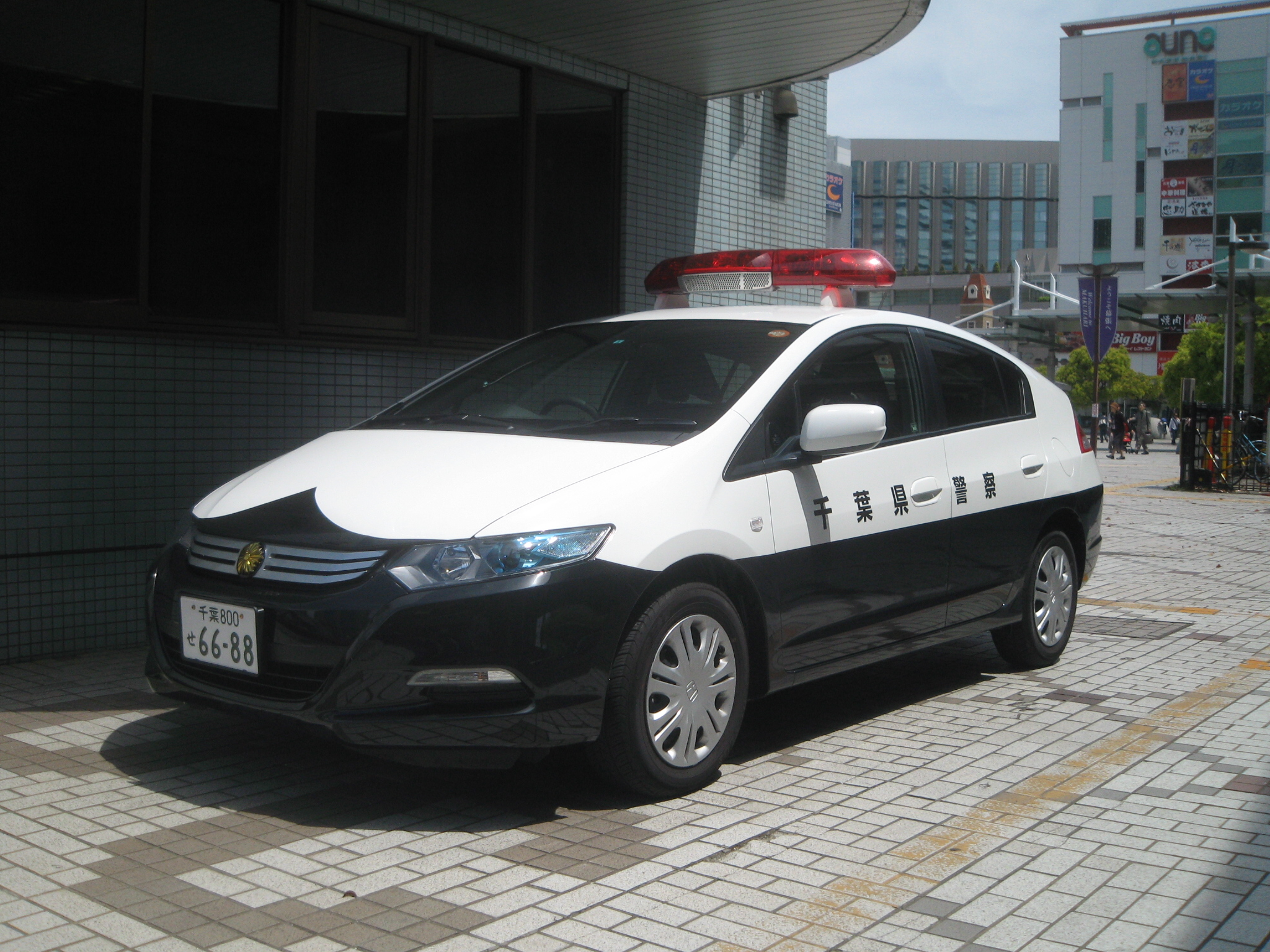
千葉県警察に配備されたパトロールカー

## 3代目 ZE4型（2018年 - 2022年）
2代目までのスタイルから一転し、ファストバックスタイルはほぼそのままにキャビンから完全独立したトランクルームとトランクリッドを持ったクーペ風の4ドアセダンに変更。10代目シビックのラインナップから外されたハイブリッド車の実質的な後継車種の役割に加え、サイズおよび価格ともにシビックと10代目アコードの中間ほどのミドルセダンに位置づけられるモデルとなった。2018年6月の北米市場での販売を皮切りに、同年12月から日本での販売を開始した。
パワーユニットは2モーターのSPORT HYBRID i-MMDで、それまでは2.0LのR型エンジンをベースとしたLFA型のみだったが、本モデルで新たに1.5LのLEB型と組み合わせて搭載された。後発のクラリティPHEVと仕様は共通ながら、吸排気システムを専用設計。燃費性能向上のため、アトキンソンサイクルとi-VTECに加えて燃焼効率向上技術とメカニカルフリクション低減技術を投入することで、最大熱効率は40.5%を達成している。また、モーターのローターには重希土類フリーモーター磁石を採用するとともに、パワーコントロールユニットの小型化を行った。最高出力はエンジンが80kW（109PS）を、モーターは96kW（131PS）をそれぞれ発生。また、燃費性能はJC08モードで34.2km/L、WLTCモードで28.4km/Lを実現した（いずれも「LX」の数値）。
10代目シビックとプラットフォームの大半を共用し、一部をハイブリッド仕様に最適化している。リアサスペンションをマルチリンク式に変更するとともに、回頭性・ライントレース性、緊急回避時の操縦性に貢献する「アジャイルハンドリングアシスト」を新採用した。

### 年表
2018年1月16日
2018年北米国際自動車ショーでプロトタイプを世界初披露。
2018年6月29日
米国で販売を開始する。
2018年12月13日
日本仕様を正式発表（12月14日発売）。北米市場向けと異なり埼玉製作所完成車工場（旧：寄居完成車工場）にて生産される。グレード構成は「LX」、「EX」、「EX・BLACK STYLE」の3タイプ。
ボディカラーは全7色が設定されるが、このうち、全タイプで設定が可能なのはクリスタルブラック・パールのみで、コスミックブルー・メタリック、モダンスティール・メタリック、ルナシルバー・メタリック、プレミアムクリスタルレッド・メタリック（有料色）、プラチナホワイト・パール（有料色）は「LX」・「EX」専用色、ルーセブラック・メタリック（有料色）は「EX・BLACK STYLE」専用色となる。
2019年9月
仕様変更（公式発表なし）。
ボディカラーの設定が変更され、「LX」・「EX」専用色のモダンスティール・メタリックを廃止する替わりに、新色のプレミアムクリスタルブルー・メタリック（有料色）と「LX」・「EX」専用色のスーパープラチナグレー・メタリック（有料色）を追加して全8色に拡大するとともに、プラチナホワイト・パール（有料色）は「EX・BLACK STYLE」でも設定が可能となった。
2020年5月29日
日本仕様をマイナーモデルチェンジ。
ラインナップが拡充され、アイボリー×グリーンのコンビシート（本革×ウルトラスエード）を採用し、アイボリーの専用インテリア、ダーククロームメッキの専用フロントグリルとリアバンパーロアーガーニッシュ、17インチアルミホイール（アルミ切削+グレークリア塗装）を装備し、「LX」同様にトランクスポイラーレストランクリッドのスタイルとした「EX・PRIME STYLE」を追加。「EX・BLACK STYLE」はアルミホイールを18インチにサイズアップし、ステンレス製スポーツペダルを採用。ボディカラーでプレミアムクリスタル・メタリック系色を設定した場合にはインテリア加飾にボディカラーに合わせたステッチカラーが設定された。
ボディカラーの設定が変更となり、「LX」・「EX」専用色のルナシルバー・メタリックを廃止。プレミアムクリスタルレッド・メタリック（有料色）は「LX」での設定が廃止される替わりに「EX・BLACK STYLE」での設定が可能となった。「EX・PRIME STYLE」は既存色のプラチナホワイト・パール（有料色）、コスミックブルー・メタリック、スーパープラチナグレー・メタリック（有料色）に、本タイプ専用の新色となるシルバーミストグリーン・メタリックを加えた4色のみの設定となる。
なお、今回のマイナーモデルチェンジに伴い、2モーターハイブリッドシステムをグローバル統一名称である「e:HEV（イーエイチイーブイ）」に改められたことにより、左右サイドフェンダーに装着されていた「HYBRID」エンブレムが省かれ、リア右側のエンブレムが「e:HEV」エンブレムに変更された。
2022年4月14日
アメリカン・ホンダ・モーター・カンパニーが今後CR-V、アコード、シビックといった基幹車種のハイブリッド仕様を拡充する一方で、インディアナ工場でのインサイトの製造を7月に終了することを発表した。
2022年8月末
日本市場におけるセダン型乗用車の需要の低迷を受け、日本市場向けモデルを生産終了。以後、流通在庫分の販売となる。
2022年12月23日
日本市場向けモデルの流通在庫分を販売終了。同時に公式ホームページへの掲載も終了。以後は同年7月1日に販売を開始したシビックe:HEVが事実上の後継車となる。
- Touring（北米市場向け2019年モデル）
フロント
- Touring（北米市場向け2019年モデル）
リア

## 車名の由来
英語で「洞察力」「眼識」という意味。「ハイブリッドカーの本格的な普及を洞察するクルマ」という意味を込め名付けられた。